# Provincia Iudeea

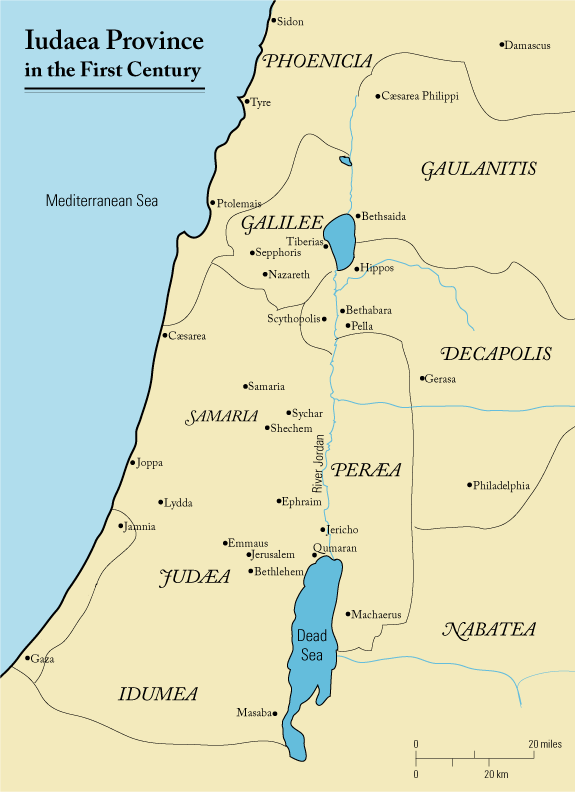
Provincia Iudeea

Provincia Iudeea a fost o provincie romană între anii 6 – 132 d.C., formată din patru provincii istorice: Iudeea, Samaria, Pereea și Idumeea.